# Puchar Albanii w piłce nożnej (2020/2021)
Puchar Albanii w piłce nożnej 2020/2021 – 69. edycja rozgrywek, mających na celu wyłonienie zdobywcy Pucharu Albanii, który uzyskał tym samym prawo gry w kwalifikacjach Ligi Konferencji Europy 2021/2022.
Trofeum nie obroniła Teuta Durrës, nowym zdobywcą został klub KF Vllaznia.

## Pierwsza runda
Wszystkie mecze tej rundy rozegrano 1 listopada 2020.
| Drużyna 1         | Wynik        | Drużyna 2          |
| ----------------- | ------------ | ------------------ |
| KF Tirana         | 4:1          | KS Shkumbini       |
| KF Laçi           | 3:0          | Vora               |
| Teuta Durrës      | 4:0          | Tërbuni Pukë       |
| Bylis Ballsh      | 2:1          | Veleçiku Koplik    |
| Flamurtari Vlora  | 1:2          | Dinamo Tirana      |
| Kastrioti Kruja   | 2:1          | KS Burreli         |
| Beselidhja        | 1:1 (k. 3:4) | Egnatia Rrogozhinë |
| Korabi Peshkopi   | 2:0          | Erzeni Shijak      |
| Kukësi            | 5:0          | Maliqi             |
| Skënderbeu Korcza | 1:0          | Tomori Berat       |
| Partizani Tirana  | 5:0          | KS Iliria          |
| KF Vllaznia       | 7:0          | Devolli            |
| Luftëtari         | 0:3          | KS Elbasani        |
| Apolonia Fier     | 4:1          | Turbina Cërrik     |
| KS Pogradeci      | 9:1          | KF Oriku           |
| KS Lushnja        | 0:1 (pd.)    | Besa Kavaja        |

## Druga runda
Mecze tej rundy rozgrywano od 12 do 14 listopada 2020.
| Drużyna 1         | Wynik     | Drużyna 2          |
| ----------------- | --------- | ------------------ |
| 12 listopada 2020 |           |                    |
| KF Tirana         | 0:1 (pd.) | Korabi Peshkopi    |
| Teuta Durrës      | 5:0       | Kastrioti Kruja    |
| Bylis Ballsh      | 1:2 (pd.) | Dinamo Tirana      |
| Kukësi            | 2:1       | Besa Kavaja        |
| Skënderbeu Korcza | 3:0       | KS Pogradeci       |
| Partizani Tirana  | 1:0       | Apolonia Fier      |
| 13 listopada 2020 |           |                    |
| KF Vllaznia       | 8:0       | KS Elbasani        |
| 14 listopada 2020 |           |                    |
| KF Laçi           | 3:1 (pd.) | Egnatia Rrogozhinë |

## Ćwierćfinał
Wszystkie mecze tej rundy rozegrano 17 marca 2021.
| Drużyna 1     | Wynik        | Drużyna 2         |
| ------------- | ------------ | ----------------- |
| KF Laçi       | 0:0 (k. 4:3) | Partizani Tirana  |
| Dinamo Tirana | 1:3          | Skënderbeu Korcza |
| KF Vllaznia   | 1:0          | Korabi Peshkopi   |
| Teuta Durrës  | 1:0          | Kukësi            |

## Półfinał
Wszystkie mecze tej rundy rozegrano 14 kwietnia 2021.
| Drużyna 1    | Wynik | Drużyna 2         |
| ------------ | ----- | ----------------- |
| KF Vllaznia  | 1:0   | KF Laçi           |
| Teuta Durrës | 0:2   | Skënderbeu Korcza |

## Finał
Finał odbył się 31 maja 2021 roku w Tiranie. KF Vllaznia pokonała Skënderbeu Korcza wynikiem 1:0.
| 31 maja 2021 19:00 CET | Skënderbeu Korcza | 0:1(0:1) | KF Vllaznia · 40' Victor da Silva | Arena Kombëtare, Tirana Sędzia: Juxhin Xhaja |
|                        |                   |          |                                   |                                              |

## Najlepsi strzelcy
Stan na koniec sezonu
| Bramki | Strzelcy        | Drużyna           |
| ------ | --------------- | ----------------- |
| 4      | Alfred Mensah   | Skënderbeu Korcza |
| 4      | Kyrian Nwabueze | KF Laçi           |
| 4      | Haris Dilaver   | KF Vllaznia       |
| 3      | Victor da Silva | KF Vllaznia       |
| 3      | Elvi Berisha    | Skënderbeu Korcza |
| 3      | Demir Imeri     | KF Vllaznia       |
| 2      | 10 zawodników   | 10 zawodników     |
| 1      | 49 zawodników   | 49 zawodników     |